# Кушнер, Тони
Энтони Роберт «Тони» Кушнер (англ. Anthony Robert «Tony» Kushner; род. 16 июля 1956, Нью-Йорк, Нью-Йорк, США) — американский драматург и сценарист, лауреат Пулитцеровской премии за пьесу «Ангелы в Америке».
В соавторстве с Эриком Ротом написал сценарий к фильму «Мюнхен» в 2005 году. Также написал сценарий к фильму «Линкольн» в 2012 году. Оба фильма пользовались успехом у критиков. Награждён Национальной медалью США в области искусств (2012). Член Американского философского общества (2013).

## Ранняя жизнь и образование
Родился в Манхэттене в штате Нью-Йорк, в семье Сильвии (девичья фамилия Дойчер) и Уильяма Кушнера. Мать играла на фаготе, а отец был кларнетистом и дирижёром. Его родители — потомки иммигрантов из России и Польши. Вскоре после его рождения семья переехала в Лэйк-Чарльз, штат Луизиана, где в Приходе Калкашу прошло его детство. В средней школе Тони активно участвовал в политических дебатах. В 1974 году он вернулся в Нью-Йорк, чтобы получить высшее образование в колледже при Колумбийском университете, который он окончил в 1978 году со степенью бакалавра искусств по медиевистике.

## Карьера
Наиболее известной работой Кушнера является пьеса «Ангелы в Америке» (пьеса в двух частях: «Тысячелетие приближается» и «Перестройка»). Это семичасовая эпопея об эпидемии СПИДа в Нью-Йорке эпохи Рейгана, которая была позже адаптирована в мини-сериал канала HBO, к которому Кушнер также написал сценарий.
В начале 2000-х годов Кушнер начал писать сценарии к фильмам. Он является одним из сценаристов фильма «Мюнхен» 2005 года, где продюсером и режиссёром был Стивен Спилберг.
В январе 2006 года документальный фильм о Кушнере, под названием «Борьба с ангелами», дебютировал на Кинофестивале в Сандэнсе. Режиссёром фильма была Фрида Ли Мок.
В апреле 2011 года было объявлено, что он снова работает со Спилбергом, написав сценарий к адаптации книги историка Дорис Кернс Гудвин «Команда соперников: Политический гений Авраама Линкольна». Сценарий получил несколько наград и номинаций, в том числе номинацию на «Золотой глобус» и «Оскар».

## Стиль Кушнера
Пьесы и сценарии Кушнера часто представляют собой отход от типичного реализма, экспериментируя с традиционным повествованием, начиная с более коротких, чем обычно, эпизодов. Его диалоги, сжатые и усиленные, объединяют действие в краткие и впечатляющие эпизоды. Некоторые его работы написаны в стихах, демонстрируя почти шекспировскую любовь к поэзии.

## Личная жизнь
Кушнер — открытый гей. У Кушнера и его бойфренда Марка Харриса, издателя журнала Entertainment Weekly и автора «Картин революции — Пять фильмов и рождение Нового Голливуда», состоялась «церемония принесения клятв верности» (свадебная церемония без регистрации брака) в апреле 2003 года, являясь первой однополой приверженной церемонией, которая была указана в столбце Обетов в газете The New York Times. Летом 2008 года они вступили в законный брак в мэрии Провинстауна в штате Массачусетс.

## Фильмография
- Мюнхен / Munich (2005) (вместе с Эриком Ротом)
- Линкольн / Lincoln (2012)

## Награды и номинации
Награды
- 1990: Премия «Whiting»
- 1990: Премия «Драма Деск» за лучший спектакль — «Ангелы в Америке: Тысячелетие приближается»
- 1993: Пулитцеровская премия «За лучшую драму» — «Ангелы в Америке: Тысячелетие приближается»
- 1993: Премия «Тони» за лучшую пьесу — «Ангелы в Америке: Тысячелетие приближается»
- 1994: Премия «Драма Деск» за лучший спектакль — «Ангелы в Америке: Перестройка»
- 1994: Премия «Тони» за лучшую пьесу — «Ангелы в Америке: Перестройка»
- 2004: Премия «Эмми» за лучший сценарий мини-сериала, фильма или драматической программы — «Ангелы в Америке»
- 2007: Премия Лоренса Оливье в номинации «Лучший новый мюзикл» — «Каролина, или перемены»
- 2012: Премия Кружка кинокритиков Нью-Йорка за лучший сценарий — «Линкольн»
- 2012: Премия Пола Селвина — «Линкольн»
- 2012: Национальная медаль США в области искусств

Номинации
- 2004: Премия «Драма Деск» за лучшую книгу для мюзикла — «Каролина, или перемены»
- 2004: Премия «Тони» за лучшую книгу для мюзикла — «Каролина, или перемены»
- 2004: Премия «Тони» за лучшую музыку — «Каролина, или перемены»
- 2005: Премия «Оскар» за лучший адаптированный сценарий — «Мюнхен»
- 2005: Премия «Золотой глобус» за лучший сценарий — «Мюнхен»
- 2012: Премия «Оскар» за лучший адаптированный сценарий — «Линкольн»
- 2012: Премия AACTA за лучший сценарий — «Линкольн»
- 2012: Премия BAFTA за лучший адаптированный сценарий — «Линкольн»
- 2012: Премия «Золотой глобус» за лучший сценарий — «Линкольн»
- 2012: Премия Гильдии сценаристов США за лучший адаптированный сценарий — «Линкольн»

Другое
- Премия Obie